# I figli di Edoardo
I figli di Edoardo (Édouard V, roi mineur d'Angleterre, et Richard, duc d'York, son frère puîné o Les Enfants d'Édouard) è un quadro dipinto da Paul Delaroche nel 1830 e attualmente conservato al museo del Louvre di Parigi.

## Storia
Nel 1827, Paul Delaroche fece un viaggio a Londra e visitò l'antica torre medioevale della città. Appassionatosi della leggenda dei principi nella Torre, egli fece delle ricerche minuziose sulle decorazioni e gli oggetti dell'epoca per creare un dipinto storico, un genere da lui affrontato sia per la storia contemporanea che per quella medievale. Il dipinto venne presentato per la prima volta al Salone del 1831. All'epoca della sua ricezione, poteva essere definito un "quadro che farebbe piangere le capanne", come, in seguito, un altro quadro dello stesso pittore, Il supplizio di Giovanna Grey del 1833.
Nel 1831 venne comprato dallo stato francese per 6000 franchi e posto nel museo del Lussemburgo. Nel 1878 entrò nelle collezioni pittoriche del museo del Louvre a Parigi. Nel 2014, venne prestato al museo di belle arti di Lione per la mostra "L'invention du Passé. Histoires de cœur et d'épée 1802-1850".

## Descrizione
Dipinto in stile troubadour, il quadro è incentrato sul tema dei principi nella Torre, ossia Edoardo V d'Inghilterra e Riccardo di Shrewsbury, imprigionati nella Torre di Londra per volere del consiglio di reggenza dopo la morte del padre Edoardo IV. I due figli furono dichiarati illegittimi attraverso l'atto noto come Titulus Regius, così il consiglio di sicurezza decretò come successore il loro zio, divenuto Riccardo III d'Inghilterra. I due bambini si stringono l'uno contro l'altro, intuendo la loro sorte funesta, quella di essere assassinati: il loro assassinio sarebbe stato ordinato, senza che gli storici e gli specialisti di questo periodo ne siano d'accordo, dal loro zio Riccardo. Il cane in allerta, la luce sotto la porta e lo sguardo inquieto di uno dei bambini in quella direzione suggeriscono un'entrata imminente e accentuano la tensione drammatica.
L'episodio dei principi nella Torre era anche al centro della fine di un atto dell'opera teatrale Riccardo III di William Shakespeare, che conosceva una buona diffusione nella Francia di allora grazie all'amore per i romanzi inglesi dovuto alle opere di Walter Scott. Vari elementi della tela danno un'atmosfera medioevale: uno dei due fanciulli tiene un libro in mano nel quale c'è una miniatura dell'Annunciazione di Maria; il medaglione con un'opera di oreficeria; la decorazione del letto. Degli elementi tipicamente inglesi sono gli emblemi reali della famiglia dei principi ai piedi del letto e il nastro dell'ordine della Giarrettiera sulla gamba di uno dei due.